# Ophirs du cinéma
Les Ophirs du cinéma (hébreu : פרס אופיר, prix Ophirs) ou simplement Ophirs sont des récompenses de cinéma israéliennes décernées par l'Israeli Academy of Film and Television (en) (האקדמיה הישראלית לקולנוע וטלוויזיה) depuis 1982. Elles sont nommées ainsi en référence à l'acteur et mime Shaike Ophir (en) tout en faisant référence à Ophir, le riche port biblique.
Jusqu’en 2014, ils s’appelaient « Oscars israéliens ».

## Historique
Cette cérémonie officielle s'est tenue pour la première fois en 1982, puis à partir de 1990 est devenue annuelle. Elle se déroule à Tel Aviv.

## Catégories de récompense
- Meilleur film (הסרט הטוב ביותר)
- Meilleur réalisateur (הבמאי הטוב ביותר)
- Meilleur acteur (השחקן הראשי הטוב ביותר)
- Meilleure actrice (השחקנית הראשית הטובה ביותר)
- Meilleur acteur dans un second rôle (שחקן המשנה הטוב ביותר)
- Meilleure actrice dans un second rôle (שחקנית המשנה הטובה ביותר)
- Meilleur scénario (התסריט הטוב ביותר)
- Meilleurs décors (העיצוב האמנותי הטוב ביותר)
- Meilleurs costumes (עיצוב התלבושות הטוב ביותר)
- Meilleurs maquillages (האיפור הטוב ביותר)
- Meilleure photographie (הצילום הטוב ביותר)
- Meilleur compositeur (המלחין הטוב ביותר)
- Meilleure musique de film (הפסקול הטוב ביותר)
- Meilleur film documentaire (הסרט התיעודי הטוב ביותר)
- Ophir d'honneur pour services rendus (פרס על מצויינות)
- Ophir d'honneur pour la carrière (פרס על מפעל חיים)